# Mariage dans la Grèce antique

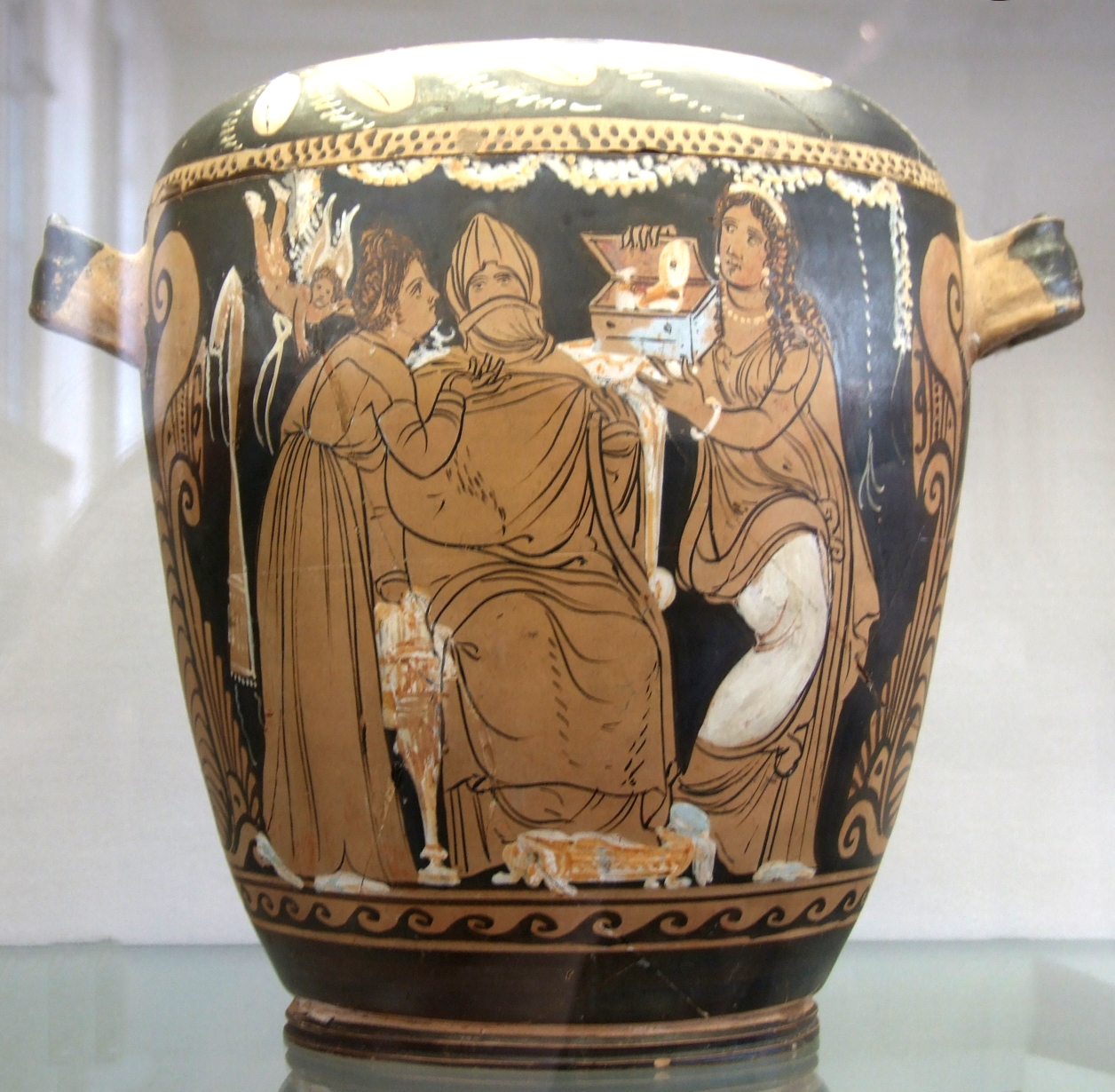
Préparation du mariage

Le mariage dans la Grèce antique reposait moins sur des relations personnelles que sur une responsabilité sociale. Le but et l'objectif de tous les mariages sont la reproduction, en faisant une question d'intérêt public. Les mariages étaient généralement arrangés par les parents ; à l'occasion, des entremetteurs professionnels sont utilisés. Chaque ville est politiquement indépendante et a ses propres lois concernant le mariage. Pour que le mariage soit légal, le père ou le tuteur de la femme choisit un homme jugé pour le mariage. Les filles orphelines sont généralement mariées à des oncles ou des cousins. Les mariages d'hiver sont plus  populaires en raison de l'importance de cette époque pour Héra, la déesse du mariage. Le couple participe à une cérémonie qui comprend des rituels comme l'enlèvement du voile, mais c'est une fois que le couple vit  sous le même toit que le mariage est légalisé. Le mariage est considéré pour les femmes comme le passage  officiel de l'enfance à l'âge adulte . 
Les documents historiques disponibles sur le sujet se concentrent exclusivement sur Athènes et Sparte et principalement sur la classe aristocratique. Les érudits ne savent pas si ces traditions étaient courantes dans le reste de la Grèce antique et pour ceux des classes inférieures ou si ces documents sont propres à ces régions et classes sociales. Ces informations sont également principalement axés sur la période classique. Il y a  peu d'informations disponibles sur le mariage dans la ville de Gortyne dans les temps anciens, sous la forme du texte légal du code Gortyne .

## Le mariage dans l'intérêt public

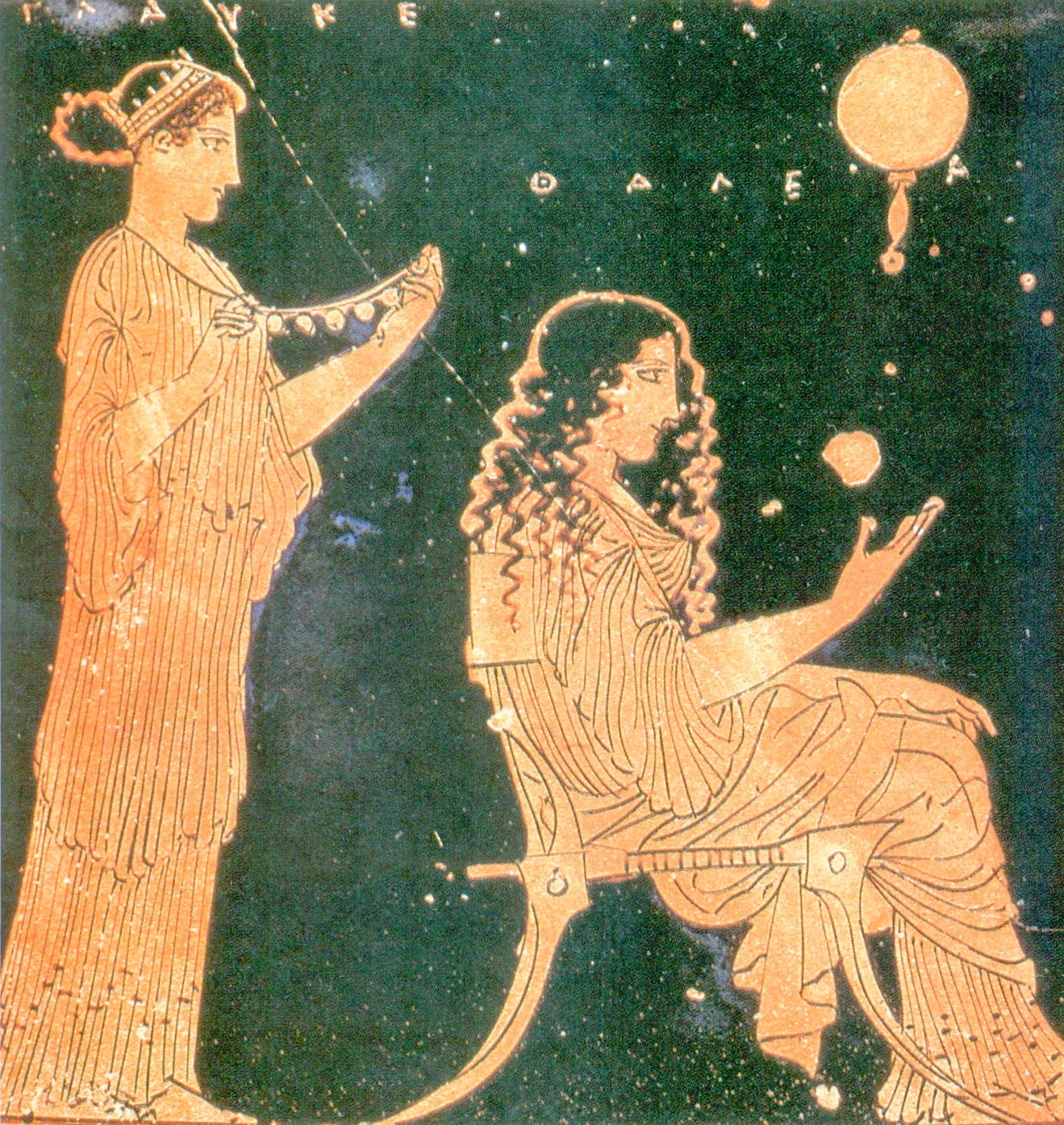
Préparatifs de mariage, peinture céramique de la Grèce antique

Les anciens législateurs grecs considèrent le mariage comme une question d'intérêt public. Les mariages devaient être monogames. Conformément à cette idée, les héros d'Homère n'ont jamais plus d'une épouse par la loi  bien qu'ils puissent être représentés comme vivant avec des concubines ou ayant des relations sexuelles avec une ou plusieurs femmes. Selon Platon les lois, tout homme qui n'est pas marié à l'âge de trente-cinq ans pouvait être puni par la perte de ses droits civiques et par des pénalités financières. Il propose que lors du choix d'une femme, les hommes devraient toujours considérer les intérêts de l'État avant leurs propres désirs. 

### Dans l'ancienne Sparte
Dans la Sparte antique, la subordination des intérêts privés et du bonheur personnel au bien public est fortement encouragé par les lois de la ville. Un exemple de l'importance juridique du mariage peut être trouvé dans les lois de Lycurgus de Sparte, qui exigeait que des poursuites pénales soient engagées contre ceux qui se sont mariés trop tard ( graphe opsigamiou )  ou de manière inappropriée ( graphe kakogamiou ), comme contre des célibataires endurcis  c'est-à-dire contre ceux qui ne se sont pas mariés du tout ( graphe agamiou ).  Ces règlements étaient fondés sur le principe généralement admis qu'il est du devoir de chaque citoyen d'élever un enfant légitime fort et en bonne santé pour l'État. 
Les Spartiates considéraient la teknopoioia (procréation) comme l'objet principal du mariage. Pour cette raison, chaque fois qu'une femme n'a pas d'enfants par son propre mari, l'État doit lui permettre de vivre avec un autre homme. Sur le même principe, et pour empêcher la fin de la lignée familiale, le roi spartiate Anaxandridas II a été autorisé à vivre avec deux femmes. Il tenait deux foyers distincts: il s'agissait d'un cas de bigamie qui, comme le note Hérodote , n'était pas du tout conforme à la loi spartiate ni même aux coutumes helléniques.

### Dans l'ancienne Athènes
Pour qu'un mariage soit considéré comme légitime à Athènes, les mariés devaient tous deux avoir un statut libre et, après 451 , tous deux devaient être des enfants légitimes de familles de citoyens athéniens. Les enfants de ces unions sont alors considérés comme des citoyens athéniens légitimes à l'âge adulte. Bien que les mariages n'aient pas été légalement reconnus à Athènes, les riches métèques sont considérés comme mariés par leur entourage s'ils suivent les mêmes procédures et cérémonies. Ces couples agissent alors comme n'importe quel couple athénien marié. 

### Dans l'ancienne Gortyne
Le code de Gortyne donne des informations sur la loi concernant le mariage dans l'ancienne Gortyne. Bien que le code concerne la loi, la chercheuse Sue Blundell rappelle que nous ne devons pas en déduire que cela reflète forcément une pratique constante. Le code semble aborder principalement la légalité des mariages afin de prendre en compte la citoyenneté et le statut politique de l'enfant. La citoyenneté des enfants d'hommes esclaves et de femmes libres dépend du lieu de résidence des enfants. Les enfants sont considérés comme des esclaves si le couple vit et élève les enfants dans la maison du père, ce qui en fait la propriété du  maître. Si le couple vit et élève les enfants dans la maison de la mère, ils sont considérés comme libres. Les enfants nés de deux parents esclaves appartiennent à leur maître.

## Mariage arrangé
Le mariage était généralement arrangé entre les parents de la mariée et le marié. Un homme choisissait sa femme en fonction de trois choses : la dot, que le père de la mariée  donne au marié ; sa fertilité présumée et ses compétences, comme le tissage. Il n'y a généralement pas de limite d'âge établie pour le mariage, bien que, à l'exception des mariages politiques, l'âge de procréer est considéré comme un décorum approprié. De nombreuses femmes sont mariées à l'âge de 14 ou 16 ans, tandis que les hommes se marient généralement vers l'âge de 30 ans.
Le gendre et le beau-père deviennent des alliés ( ἔται  , etai)  par l'échange de cadeaux en préparation du transfert de la mariée. Cadeaux ( δῶρα dora )  signifiait l'alliance entre les deux ménages. L'échange a également montré que la famille de la femme ne la vend pas simplement ou ne la rejette pas ; les cadeaux ont officialisé la légitimité du mariage. Le cadeaux de la femme fiancée ( ἕδνα hedna )  consistait généralement en des bovins. 
Un mari peut avoir une femme et une concubine. Si la femme donne son consentement, les enfants issus de la concubine sont reconnus comme héritiers du mari. Cette pratique était principalement réservée aux hommes riches de statut élevé, leur permettant plusieurs concubines et maîtresses mais une seule femme. 
Les mariages sont également arrangés lors de la réunion des pères du jeune couple, fondant le mariage sur leurs intérêts pour développer une entreprise ou forger une alliance entre les familles, sans se soucier de l' avis des deux futurs mariés .

## Sélection du conjoint
Indépendamment de toute considération publique, il existe également des raisons privées ou personnelles (propres aux anciens) qui font du mariage une obligation. Platon mentionne l'un d'eux comme le devoir incombant à chaque individu de pourvoir au maintien de représentants pour se succéder comme ministres de la Divinité ( toi Theoi hyperetas an 'hautou paradidonai ). Un autre était le désir ressenti par presque tout le monde, non seulement de perpétuer son propre nom, mais aussi d'empêcher que son « héritage soit perdu et que son nom soit éteint », et de laisser quelqu'un pour faire les offrandes coutumières sur sa tombe. Dans cette optique, les personnes sans enfant adoptent parfois des enfants non désirés, y compris des enfants laissés pour mort. 
Selon la loi athénienne, un citoyen n'est pas autorisé à épouser une femme étrangère, ni l'inverse, sous astreinte de lourdes peines. Cependant, la proximité par le sang ( anchisteia ) ou la consanguinité ( syngeneia ) n'était pas, à quelques exceptions près, un obstacle au mariage dans aucune partie de la Grèce ; la descente linéaire  était directe. Ainsi, les frères étaient autorisés à se marier même avec des sœurs, des homometrioi ou nés de la même mère, comme Cimon  l'a fait avec Elpinice, mais des unions de ce genre semblent avoir été mal admises. 
Il n'y a aucune preuve formelles suggérant que l'amour ait joué un rôle important dans la sélection d'un conjoint légal, bien que les chercheurs pensent  qu'il y a probablement eu des « mariages d'amour ».

## Héritières
À Athènes, dans le cas d'un père mourant intestat et sans enfants de sexe masculin, son héritière n'avait pas le choix dans le mariage. La femme n'était pas une héritière selon les normes occidentales modernes, car elle ne pouvait pas réellement posséder la terre, mais elle ne pouvait pas en être séparée. Cela signifie que tout homme devait d'abord l'épouser pour posséder la terre. Elle était obligée par la loi à épouser son parent le plus proche, généralement un cousin germain ou un oncle capable de concevoir des enfants. Si l'héritière et / ou son mari potentiel sont mariés, ils doivent divorcer, à moins que le père n'ait pris la précaution d'adopter le mari  de sa fille comme héritier avant son décès.  Dans le cadre des réformes de Solon, les couples de cette nature devaient avoir des relations sexuelles au moins trois fois par mois afin de concevoir un héritier masculin. Si l'héritière était pauvre ( thessa ), le parent célibataire le plus proche l'épousait ou lui trouvait un mari convenable à son rang. Lorsqu'il y avait plusieurs cohéritières, elles étaient respectivement mariées à leurs parents, les plus proches ayant le premier choix (voir Epikleros ). En fait, l'héritière, avec son héritage, appartenait aux parents de la famille, de sorte qu'au début, un père ne pouvait pas donner sa fille (si elle était une héritière) en mariage sans leur consentement. Ce n'était pas le cas, cependant, dans la loi athénienne postérieure  par laquelle un père était autorisé à disposer de sa fille par testament ou autrement ; tout comme les veuves ont été privées de re mariage par la volonté de leurs maris, qui étaient toujours considérés comme leurs tuteurs légitimes ( kyrioi ). 
La même pratique du mariage dans la famille ( oikos ), en particulier dans le cas des héritières, prévalait à Sparte. Ces femmes étaient connues sous le nom de patrouchoi.  Leonidas a épousé l'héritière de Cléomène I, comme son anchisteia, ou proche parent, et Anaxandridès, la fille de sa propre sœur. De plus, si un père ne s'est pas prononcé sur sa fille, la cour du roi décide qui, parmi les privilégiés ou les membres de la même famille, doit épouser l'héritière. 
Lin Foxhall cite les preuves d'une tradition similaire dans l'ancienne Gortyne, où les femmes sont connues sous le nom de patroiokoi . Ces filles  mariées dès l'âge de 12 ans afin de produire un héritier le plus rapidement possible.  pouvaient être choisies d'abord par les oncles paternels, et s'il n'y avait pas d'oncles, par les cousins paternels par ordre d'âge. Si personne ne pouvait encore la revendiquer, elle était libre d'épouser qui elle voulait  "à la tribu de ceux qui postulent". Cependant, si elle refusait le premier demandeur, elle lui devrait la moitié de son héritage.

## Période de mariage
Les Grecs anciens se sont mariés principalement en hiver, en honneur de la déesse du mariage, Héra, pendant le mois de Gamelion, l'équivalent du mois de janvier. Gamelion se traduit par « mois du mariage  ». Des sacrifices spéciaux lui sont consentis tout au long du mois. Il existe également de nombreuses superstitions comme le mariage pendant la pleine lune. 

## Fiançailles
Les rencontres entre les anciens restaient en dehors  de la réglementation politique et juridique et  laissées aux soins et à la réflexion des parents, ou des femmes qui en ont fait une profession, appelés promnestriai ou promnestrides . La profession, cependant, ne semble pas avoir été jugée très honorable car trop proche de celle d'un panderer ( proagogos ). 
Dans l'Athènes antique, des mariages étaient arrangés entre le marié et le tuteur ( kyrios ) de la mariée. Les kyrios annonce qu'il autorise sa fille à se marier. Les prétendants se disputent sa main et apportent des cadeaux ou rivalisant en chansons, danses ou jeux.  Lorsque le soupirant est choisi pour la fille, le soupirant et le père procèdent selon un processus appelé engyse (donner un gage dans la main), ils se serrent la main et prononcent les phrases rituelles. La femme ne joue aucun rôle actif dans le processus d' engyse. Après l'engyse, les deux se font une promesse contraignante avant le mariage. 
À Athènes, l' engyèse, ou fiançailles, est indispensable pour la validité d'un contrat de mariage. Il est fait par le tuteur naturel ou légal ( kyrios ) de la mariée, généralement son père, et assisté par les parents des deux parties en tant que témoins. Face à cette foule, le tuteur dit  « Je te donne ma fille à semer dans le but de produire des enfants légitimes » et le futur marié répond « Je la prends ».  
La loi d'Athènes ordonne que tous les enfants nés d'un mariage légalement contracté  doivent être des gnesioi légaux  et, par conséquent, s'ils sont fils, isomoiroi, ont le droit d'hériter. Il semble donc que la question d'un mariage sans époux ferait perdre les droits héréditaires, qui dépendent de leur naissance ex astes kai engyetes gynaikos : c'est- à- dire d'un citoyen et d'une épouse légalement fiancés. La dot de l'épouse est également remise aux époux. 
À Sparte, les fiançailles de la mariée par son père ou tuteur ( kyrios ) sont nécessaires comme préalable au mariage, tout comme à Athènes. Une autre coutume particulière aux Spartiates est l’enlèvement  de la mariée par son futur mari (voir Hérodote, vi. 65), mais avec l'accord de ses parents ou tuteurs. Cependant, elle n'est pas immédiatement domiciliée dans la maison de son mari, mais  cohabite  clandestinement avec lui pendant quelque temps, jusqu'à ce qu'il l'ait amenée officiellement, souvent avec sa mère  chez lui. Une coutume similaire semble avoir prévalu en Crète, où, les jeunes hommes, renvoyés de l' agela de leurs semblables, ont été immédiatement mariés, mais n'ont ramené leurs femmes à la maison que quelque temps après. Muller suggère que les enfants de ce rapport furtif étaient appelés parthenioi .

## Célébration du mariage
La célébration du mariage dans la Grèce antique consiste en une cérémonie en trois parties qui dure trois jours: le proaulia, qui était la cérémonie avant le mariage, le gamos, le mariage proprement dit, et l' épaulia, la cérémonie post-mariage. La plupart du mariage est axé sur l'expérience de la mariée. À Athènes, la plupart des mariages a lieu la nuit.

### Proaulia
La proaulia est le moment où la mariée passe ses derniers jours avec sa mère, ses proches et ses amis à préparer son mariage. Le proaulia est généralement une fête organisée chez le père de la mariée. Au cours de cette cérémonie, la mariée fait diverses offrandes, appelées proteleia, à des déesses comme Artémis, Athéna et Aphrodite. Les jouets sont dédiés à Artemis par les adolescentes avant le mariage, en prélude à la recherche d'un mari et à la naissance d'enfants.  Le rituel de la coupe et de la dédicace d'une mèche de cheveux est important . Il est  probable que la future mariée  offre la ceinture portée depuis la puberté à ces déesses. Ces offrandes signifient la séparation de la mariée de l'enfance et son initiation à l'âge adulte et établissent un lien entre la mariée et les dieux, qui ont assuré sa protection pendant cette transition.

### Gamos
Le gamos est le jour du mariage, où une série de cérémonies accompagnent le transfert de la mariée du domicile de son père à celui de son nouveau mari. Cela  commence par un sacrifice, proteleia, (prénuptial)  pour que les dieux bénissent les deux mariés. Les rituels de la journée commencent par le bain nuptial  de la mariée. Ce bain symbolise la purification et la fertilité. L'eau du bain  provient  d'un emplacement spécial ou d'un type de récipient appelé le loutrophoros. La mariée et le marié font ensuite des offrandes au temple pour assurer une vie future fructueuse. Un festin de mariage entre les deux familles a lieu au domicile du père de la mariée  , les hommes et les femmes étant assis à des tables différentes, les femmes attendant assises que les hommes aient fini. Le rituel le plus important du jour du mariage est l' anakalupteria, l'enlèvement du voile de la mariée  signifiant l'achèvement du transfert dans la famille du mari. 

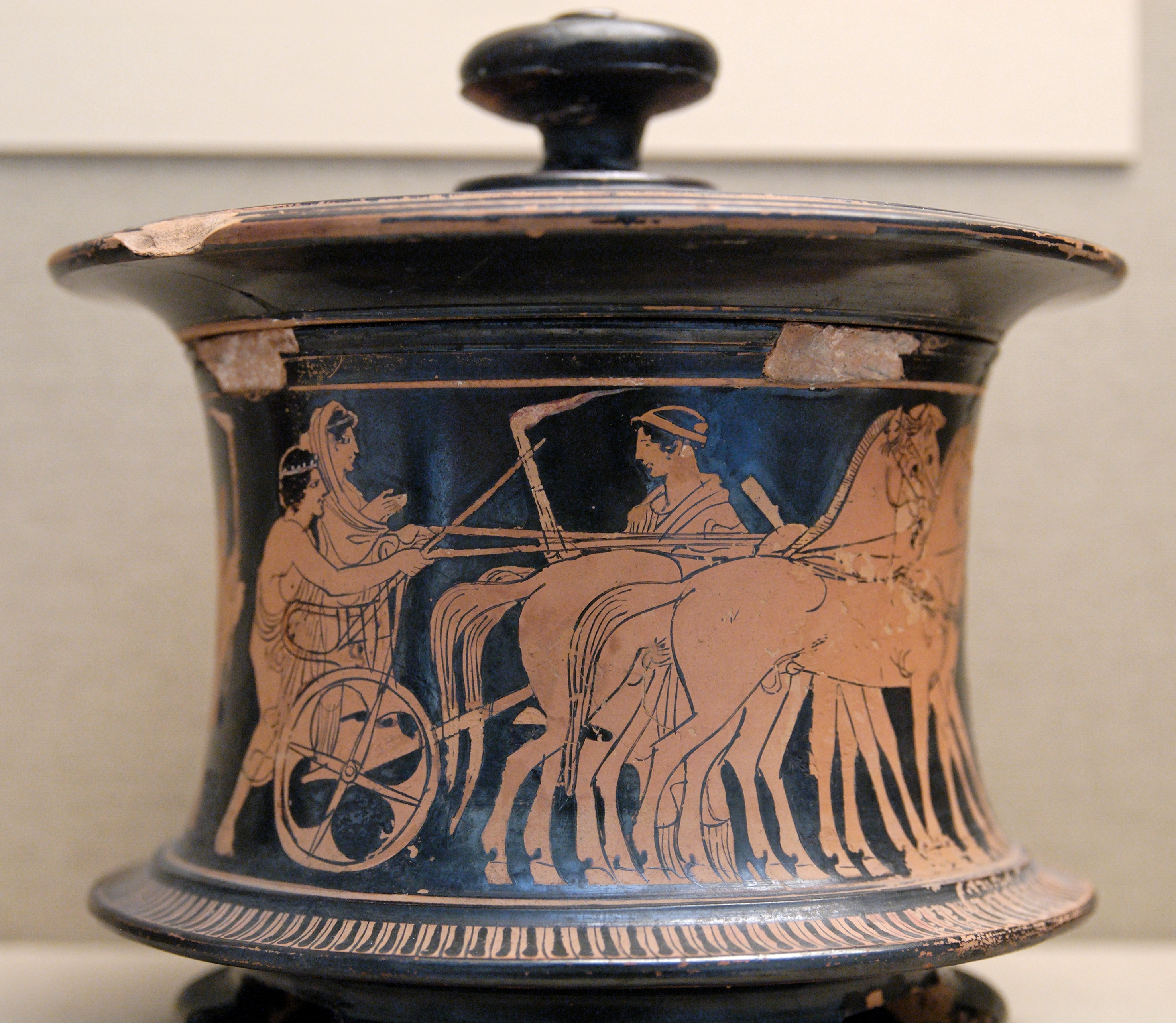
Peinture sur vase d'une procession de mariage

La femme consacre le mariage en emménageant dans le logement du prétendant. Une fois que la femme est entrée dans la maison, le sunoikein, «vivant ensemble», légalise l' engyse que le prétendant et les kyrios ont conclu. Le lendemain du mariage, les amis de la mariée visitent la nouvelle maison afin de faciliter la transition vers leur nouvelle vie. 
La partie la plus importante est la procession de mariage ; un char conduit par le marié amène la mariée encore voilée chez lui. Ils sont suivis par des proches qui apportent des cadeaux au couple. Le chemin est éclairé par des torches. Les cadeaux offerts sont peints d'images romantiques de mariages et de jeunes mariés. Il est probable que ces images sont choisies pour apaiser la peur des femmes  mariées  avec un homme souvent  étranger. À leur arrivée à la maison, elles sont accueillies par la belle-mère et amenées directement au foyer de la maison. À ce stade, le couple est arrosé de fruits secs et de noix afin de les bénir et leur promettre fertilité et prospérité. C'ést à ce moment que le marié conduit la mariée à la chambre nuptiale et lui enlève rituellement son voile.

### Epaulia
L'« épaulia » a  lieu le lendemain du « gamos  ». Les cadeaux sont  présentés par les proches du couple et transportés dans la maison. Les cadeaux font souvent référence au nouveau rôle sexuel et domestique de l'épouse. Les cadeaux courants sont les bijoux, vêtements, parfums, pots et  meubles.

### Mariage spartiate
Les femmes spartiates sont volontairement « capturées » et habillées comme un homme, les cheveux rasés comme  un homme. Dans cette tenue, la mariée est allongée seule dans l'obscurité  sur un lit de feuilles où le marié s'introduit, retire sa ceinture et la porte dans sa tente. Comme les hommes doivent dormir dans la caserne, le marié part peu après. Ce processus de pénétration se poursuit tous les soirs. La mariée facilite ce processus en planifiant leur rencontre. Parfois, ce processus se poursuit si longtemps que les couples ont des enfants avant de se rencontrer à la lumière du jour. Il est également probable que les femmes spartiates ne se mariaient pas aussi jeunes que les femmes athéniennes, car les spartiates voulaient qu'une mariée soit à son apogée avec un corps développé.   Les femmes  spartiates se mariaient vers 18 ans et les hommes vers 25 ans. Il n'y a aucune preuve sur le consentement des familles avant ce type de mariage, mais les sources suggèrent qu'il était accepté par tous les Spartiates.

### Mariage de Gortyne
On sait peu de choses sur les cérémonies de mariage dans l'ancienne Gortyne, mais certaines preuves font penser que les mariées peuvent être assez jeunes et vivent toujours dans la maison de leur père jusqu'à ce qu'elles puissent gérer la maison de leur mari.

## Vie conjugale

### Dans l'ancienne Athènes

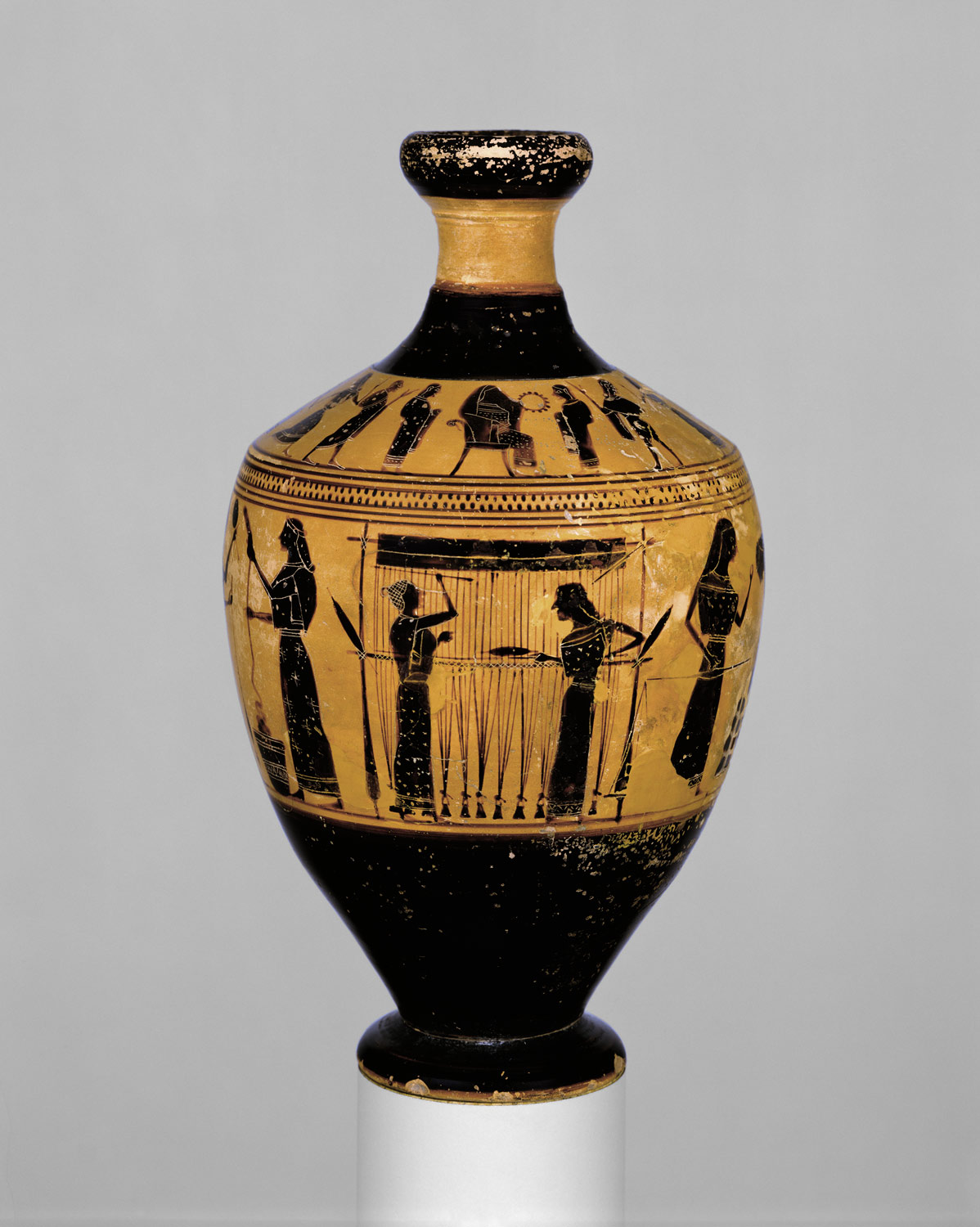
Peinture sur vase à figures noires de femmes pratiquant le travail de la laine

Une fois mariés, la vie domestique  commence. L'espace domestique et les tâches sont partagées entre hommes et femmes. Les femmes ont leur espace à l'étage et les hommes en bas. Cela permet de garder les femmes hors de vue lorsque des visiteurs ou des étrangers sont présents. Tout divertissement se produit dans les quartiers des hommes afin de garder les femmes cachées. Cette réclusion des femmes est probablement le symbole d'un statut, car seules les familles riches pouvaient se permettre d'avoir l'espace et le personnel pour garder leurs femmes entièrement isolées. L'isolement des femmes garantit également la légitimité de tous ses enfants .  Dans l'espace des femmes, les femmes libres et les esclaves se mélangent, travaillant ensemble pour produire des textiles. Le tissage et la production de textiles sont considérés comme une tâche extrêmement importante pour les femmes, qui offraient souvent des œuvres particulièrement belles aux dieux. Si les femmes souhaitaient travailler à l'extérieur par temps chaud, elles pouvaient le faire dans une cour intérieure. Il était également important pour les femmes de pouvoir superviser les tâches du ménage et des esclaves en l'absence du mari. Le mari formait  sa femme à le faire correctement, car les hommes pouvaient s'absenter   pendant de longues périodes pour répondre à des préoccupations  démocratique ou militaire.

### Dans l'ancienne Sparte
Indépendamment de leur mariage, en temps de paix ou de guerre, les hommes spartiates continuent à vivre à la caserne jusqu'à l'âge de trente ans . Cette séparation du mari et de la femme est censée maintenir une relation passionnée, car les relations sexuelles rares donneraient naissance à des enfants plus vigoureux que l'enfant moyen. Le seul but du mariage spartiate est la reproduction, et il existe de nombreux cas d'accords conclus pour que les enfants soient conçus en dehors du mari et de la femme. Un mari très âgé peut choisir un jeune homme pour féconder sa femme en son nom. Ces mesures sont prises pour que les enfants soient  supérieurs aux enfants non spartiates. Les épouses spartiates ne pouvaient pas travailler pour gagner de l'argent et étaient censées subvenir à leurs besoins grâce aux terres qui leur étaient attribuées, exploitées par des esclaves ou des travailleurs de classe inférieure. Il n'est pas avéré que les femmes se soient vu attribuer des terres ou aient supervisé les terres attribuées à leurs maris.  Les femmes spartiates ne pleurent pas la mort de maris ou de fils morts à la guerre, mais sont  fières de leurs actes courageux et de leur mort héroïque.

### Dans l'ancienne Gortyne
Bien que le code de Gortyne donne des informations limitées sur la vie conjugale à Gortyne, il existe des preuves par la loi que les femmes jouissent d'une plus grande indépendance qu'à Athènes et Sparte, bien qu'elles ne soient  pas significatives par rapport aux droits légaux des hommes. Foxhall déclare que la mise en place de cette loi ne signifie pas pour autant qu'elle induit une pratique courante. Les lois n'existaient pas nécessairement pour  bien-être général des femmes. Les maris et les épouses partageaient les revenus de leurs propriétés conjointes, mais la femme gardait le contrôle exclusif de ses propres biens.

### Femmes célibataires
On ne sait pas s'il  était courant que les femmes restent célibataires dans la Grèce antique, car elles n'ont pas intéressé les historiens masculins. Des lignes dans Lysistrata par Aristophane font allusion à la tristesse que les femmes d'Athènes ont pour les femmes qui ont vieilli et ne peuvent plus avoir d'enfants légitimes parce que les hommes sont partis depuis  longtemps pour combattre la guerre du Péloponnèse. Les femmes célibataires auraient été financièrement tributaires du membre masculin le plus proche de leur famille. Si sa famille était pauvre, cela peut avoir poussé la femme à se tourner vers le commerce du sexe pour subvenir à ses besoins.

## Divorce
Selon les chercheurs, le divorce ne semble pas être méprisé dans la Grèce antique. Toute réputation négative attribuée au divorce serait due à des scandales connexes plutôt qu'au divorce lui-même. Dans l'Athènes antique, le mari et la femme avaient le pouvoir d'initier un divorce. Le mari renvoie simplement sa femme chez son père pour mettre fin au mariage. Pour que la femme obtienne le divorce, elle devait comparaître devant l'archon . Bien que les divorces provoqués par l'épouse auraient dû être enregistrés auprès de l'archonte, celui-ci ne semble pas avoir le pouvoir de prendre une décision à ce sujet, et en prend simplement note. L'épouse avait probablement aussi eu besoin du soutien de son père et de sa famille. L'épouse était financièrement protégée par des lois qui déclaraient que sa dot devait être restituée en cas de divorce. Il y a deux procédures supplémentaires par lesquelles des personnes autres que le couple pouvaient dissoudre un mariage. Le premier d'entre eux est le divorce initié par le père de la mariée ; le seul exemple de cette procédure qui a survécu provient du discours de Demosthène contre Spudias .  Cela n'était autorisé que si la femme n'avait pas donné d'enfant à son mari. Enfin, si une femme est devenue epikleros après son mariage, son parent masculin le plus proche à la mort de son père devait mettre fin à son mariage afin de l'épouser. 
Dans les cas où une femme a été reconnue coupable d’adultère, le mari est contraint de divorcer sous la menace de son exclusion. Il a été suggéré que, dans certains cas, afin d'éviter le scandale, les maris pourraient ne pas avoir suivi strictement cette loi. Au moment du divorce, un mari doit rembourser la dot de sa femme. S'il ne le fait pas, il doit payer annuellement 18% d'intérêts. 
À Sparte, la stérilité de la femme semble avoir été un motif de répudiation par le mari. 
À Gortyne, le mari ou la femme avaient la possibilité de divorcer. Initié par le mari, il devait à sa femme une petite compensation financière. Les épouses divorcées gardaient leur propriété, la moitié des récoltes de leur propre propriété et la moitié des travaux  tissés.
Une autre raison fréquente de la fin des mariages est le veuvage, les femmes perdant  leur mari mort à la guerre. Les hommes deviennent veufs à la suite d'un décès pendant l'accouchement. Il était courant que les personnes divorcées ou veuves se remarient.

## Source de traduction
- (en) Cet article est partiellement ou en totalité issu de l’article de Wikipédia en anglais intitulé « Marriage in ancient Greece » (voir la liste des auteurs).